# Лесси (фильм, 2005)
«Лесси» — британский семейный фильм 2005 года, основанный на романе Эрика Найта «Лесси возвращается домой» (в русском переводе — «Лесси») о глубокой связи между мальчиком Джо Керраклафом и его колли, Лесси. Режиссёром, автором сценария и сопродюсером фильма был Чарльз Старридж. Это производство Samuel Goldwyn Films. В фильме снимались: Джонатан Мейсон и колли Мейсон. Дистрибьютером фильма была компания Roadside Attractions. Премьера фильма состоялась в Великобритании 16 декабря 2005 года. Съёмки проводились в Великобритании, Ирландии и на острове Мэн. Фильм пользовался умеренным успехом в прокате и был положительно встречен критиками.

## Сюжет
Сэм Керраклаф, шахтёр, который старается заработать достаточно денег, чтобы прокормить семью, продаёт колли Лесси герцогу Радлингу, оставив своего маленького сына убитым горем в связи с утратой своего друга.
Угольная шахта закрыта и Сэм теряет свою работу. Чтобы выжить, Сэм продает Лесси герцогу. Но потеря Лесси разбила сердце Джо. Даже Лесси стремится вернуться назад к Джо. Лесси использует многие приёмы, чтобы вырваться из рук Хайнса, который заботится о собаках герцога. Несколько раз Лесси выходит из клетки и возвращается к Джо. Но, помня о своей сделке, Сэм возвращает её герцогу. Вскоре герцог привозит Лесси в Шотландию. Внучка герцога понимает тоску Лесси и вскоре помогает Лесси сбежать. Начинается долгий путь Лесси домой, к Джо. По пути Лесси встретила бродячего артиста с крошечной собакой по кличке Тутс и подружилась с ними. Однажды путешественник сталкивается с двумя грабителями, один из которых убивает Тутса. Но Лесси спасает путешественника. Через некоторое время пути Лесси и артиста разошлись. Уставшая и больная Лесси в конце концов приходит домой, пройдя почти 400 миль. После стольких тревог, к Джо возвращается его компаньон Лесси, а герцог берёт Сэма на работу вместо Хайнса.

## Производство
Это одиннадцатый фильм о Лесси, согласно производителям. Он основан на романе Эрика Найта «Лесси возвращается домой», вышедшем в 1940 году. Съёмки проходили в Великобритании, Ирландии и на острове Мэн.
Из-за карантинных ограничений Эй-эй II, потомок Пэла, снявшийся в последних 13 сериях сериала «Лесси», не смог принять участие в съёмках. В результате собаки, сыгравшие в фильме главную роль (основной актёр Мейсон и дублёр Дакота) были взяты из другого питомника. Сам Эй-эй II появляется в фильме в эпизоде в питомнике, где он сыграл самого себя. Сцена с его участием была снята в Лос-Анджелесе с использованием технологии синего экрана, а затем вставлена в фильм.

## В ролях
- Джонатан Мейсон — Джо Керраклаф
- Питер О’Тул — герцог Радлинг
- Саманта Мортон — Сара Керраклаф
- Джон Линч — Сэм Керраклаф
- Стив Пембертон — Хайнс
- Хестер Оджерс — Присцилла
- Джемма Редгрейв — Дейзи
- Питер Динклэйдж — Роули
- Эдвард Фокс — полковник Халтон
- Грегор Фишер — Мэйпс
- Келли Макдональд — Джини
- Питер Уайт — доктор Джарретт
- Николая Линдхерст — пряжка
- Мейсон (в титрах отсутствует) — Лесси
- DR Дакота (в титрах не указан) дублёр Лесси для экшн-сцен[2]

## Приём
Хотя фильм приветствовался рядом критиков, кассовые сборы были недостаточными. Фильм заработал $ 6442854 по всему миру.

## Приём критиков
«Лесси» получил в целом положительные отзывы от критиков; на Rotten Tomatoes из 70 рецензентов 93 % дали положительные отзывы, в то же время фильм набрал 84 балла из 100 на Metacritic на основе 15 отзывов. Рецензент «Нью-Йорк Таймс» похвалил фильм, говоря, что он «балансирует между жестокостью и нежностью, пафосом и юмором так, чтобы никогда не упускать из виду своих юных зрителей», а также заявил: "Эта 'Лесси' демонстрирует такой набор выражений лица, который посрамил бы Джима Керри ". Анна Смит из «Империи» писала «Благодаря относительно неприукрашенной обстановке и достойным уважения взрослым актёрам, эта сентиментальная история оказывается одинаково приемлемой как для взрослых, так и для детей». Нил Смит из BBC сказал: "Сочетание всеми любимой собаки и привлекательных пейзажей Ирландии и острова Мэн гарантирует, что эта вызывающая ностальгию история о лохматой собаке отправит вас домой, виляя хвостом ".

## Награды
В 2007 году фильм «Лесси» получил премию ирландского кино и телевидения за лучший звук в кино / теледраме и был номинирован на премию AIB «Лучший ирландский фильм по выбору народа». Он также был номинирован на премию Молодых артистов в категории «Лучший международный семейный художественный фильм» и премию «Выбор Критиков» в категории «Лучший семейный фильм (Жизненный экшн)». Джонатан Мейсон был номинирован на премию Молодых артистов в категории "Лучшее исполнение в Международном художественном фильме — Ведущий молодой актёр или актриса.